# Manuel José Macário do Nascimento Clemente
Manuel José kardinál Macário do Nascimento Clemente (* 16. července 1948, Torres Vedras, Portugalsko) je portugalský římskokatolický duchovní, emeritní patriarcha lisabonský.

## Život
Narodil se 16. července 1948 v Torres Vedras, jako třetí z čtyř dětí Francisca Clementeho a Marii Sofii. Po střední škole navštěvoval Literární fakultu v Lisabonu, kde získal licenciát z historie. Roku 1973 vstoupil do Vyššího semináře dos Olivais. Roku 1979 získal na Portugalské katolické univerzitě licenciát teologie. Na kněze byl vysvěcen 29. června 1979 patriarchou Antóniem Ribeirem. Roku 1980 se stal koadjutorem farností v Torres Vedras a Runa. V letech 1989–1997 byl vicerektorem Vyššího semináře dos Olivais a od roku 1997 byl jeho rektorem. Roku 1992 získal na Portugalské katolické univerzitě doktorát z historické teologie. Dále působil jako koordinátor Kněžské rady Lisabonského patriarchátu.
Dne 6. listopadu 1999 jej papež Jan Pavel II. jmenoval pomocným biskupem Patriarchátu Lisabon a titulárním biskupem z Pinhelu. Biskupské svěcení přijal 22. ledna 2000 z rukou patriarchy José da Cruz Policarpa a spolusvětiteli byli Manuel Franco da Costa de Oliveira Falcão a Albino Mamede Cleto. Tuto funkci vykonával do 22. února 2007 kdy byl jmenován biskupem Porta.
Dne 18. května 2013 byl ustanoven Lisabonským patriarchou
Dne 14. února 2015 jej papež František na konzistoři jmenoval kardinálem s titulem kardinál-kněz ze Sant'Antonio in Campo Marzio.
Dne 10. srpna 2023 přijal papež František jeho rezignaci na post lisabonského patriarchy.